# Coromantee
Coromantee oder englisch Coromanti people, auch Coromantins, war im karibischen Raum die Bezeichnung für die letzten versklavten Menschen von der Goldküste, dem heutigen Ghana. Aufgrund ihres militärischen Hintergrundes und der gemeinsamen Sprache Akan organisierten die Coromantee Dutzende von Sklavenaufständen in Jamaika und anderswo in der Karibik. Ihre harte und rebellische Natur war im 18. Jahrhundert unter weißen Plantagenbesitzern so berüchtigt, dass ein Gesetz vorgeschlagen wurde, um – trotz ihres Rufes als starke Arbeiter – die Einfuhr von Menschen aus der Goldküste zu verbieten.

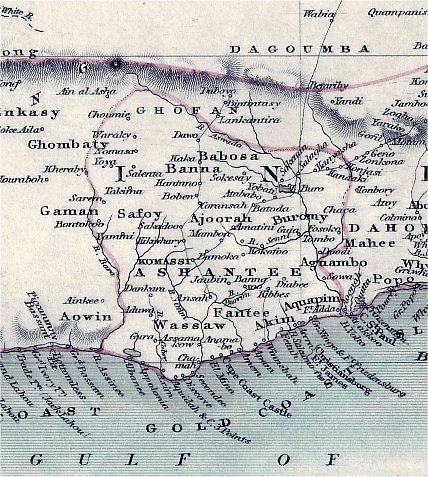
Karte der Goldküste und des Aschanti-Reiches

## Etymologie
Der Name leitet sich ab von der ghanaischen Küstenstadt Kormantse und ist die englische Bezeichnung für Angehörige der Volksgruppe der Akan. Der Name gilt heute als veraltet und wurde und wird ausschließlich in der Karibik verwendet.

## Herkunft
Als Coromantee wurden in der Karibik, vor allem auf Jamaika, Sklaven bezeichnet, die von der Goldküste, dem heutigen Ghana, kamen. Die Sklaven stammten von verschiedenen Ethnien der Volksgruppe der Akan ab, wie zum Beispiel den Aschanti, Fante oder Akim. Das Volk der Akan hatte auf Jamaika den größten kulturellen Einfluss. Auch die dort verbreiteten Maroons sind Nachfahren mit kulturellen sowie sprachlichen Wurzeln der Akan.

## Geschichte

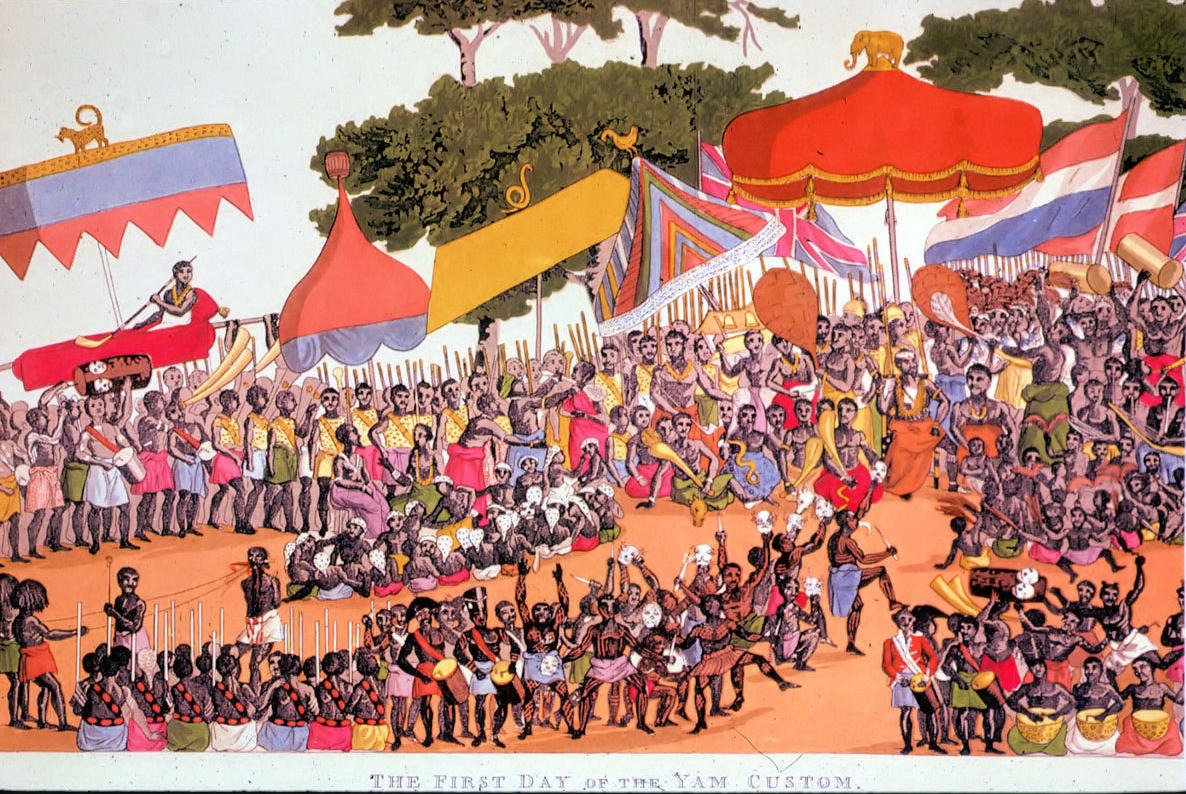
Yam Zeremonie der Ashanti – Gemälde von Thomas Edward Bowdich

Im 17. und 18. Jahrhundert kaufte die britische Kolonie Goldküste dem Volk der Aschanti vermehrt versklavte Afrikaner ab. Durch häufige Kriege zwischen den einzelnen Akan-Gruppen wurden auch Aschanti versklavt, aber ebenso Fante und andere Kriegsgefangene der einzelnen Akan-Völker. Die Sklaven wurden in karibische Kolonien gebracht, vornehmlich nach Jamaika, welches den höchsten Prozentsatz an Menschen aus dieser Region hat. Weiße Sklavenbesitzer begannen die Afrikaner nach ihrer Herkunft zu unterscheiden. Sie grenzten ihre ethnische Herkunft durch Verhaltensweisen und Eigenschaften weiter ein. Der Begriff Coromantee sollte die Region bezeichnen, woher die Menschen kamen, da sie eine gemeinsame Sprache teilten, die Akan-Sprache Twi [t͜ɕʷi]. Diese fungierte als Grundlage für eine lose strukturierte Organisation von Menschen, die sich gegenseitig sozialisierten und halfen. Obwohl die Menschen dieselbe Sprache sprachen, bestanden die Coromantee aus ungefähr 40 verschiedenen Völkern mit verschiedenen Kulturen und Mythologien. Eine davon sind die Erzählungen über Anansi. Diese sind in Jamaika noch heute sehr populär und werden dort Anansi Drew oder Br’er Rabbit stories genannt. Diese Geschichten sind auch in den Bahamas und den Südstaaten der USA bekannt. Ein weiterer Brauch, der in der neuen Welt überlebt hat, ist die Tradition, Kinder nach dem Wochentag ihrer Geburt zu benennen.

## Rebellionen, Aufstände

### 1690
Es gab um die 1700er Jahre mehrere Aufstände, die den Coromantee zugeschrieben werden. Der erste historisch gesicherte auf Jamaika fand im Jahr 1690 im Parish Clarendon statt. Nachdem 200 bis 300 Sklaven einen weißen Plantagenbesitzer getötet hatten, gelangten sie in den Besitz von Schusswaffen. Danach töteten sie einen Aufseher in einer benachbarten Plantage. Es wurde eine Miliz gebildet, die die Rebellion unterdrücken konnte. Einige der Aufständischen konnten fliehen und schlossen sich den Maroons an. Der Anführer wurde jedoch gefasst und anschließend gehängt.
Es wird auch ein Vorfall beschrieben, bei dem einige Coromantee einen weißen Sklavenbesitzer töteten, ihn köpften und seinen Kopf als Trinkschale nutzten.

### 1736 – Antigua-Sklaven-Rebellion
Im Jahre 1736 plante auf Antigua ein Sklave mit dem Rufnamen Prince Claas und dem Sklavennamen Curt einen Aufstand, in denen Menschen weißer Hautfarbe getötet werden sollten. Auf einer Weide außerhalb der Hauptstadt Saint John’s. Weiße Beobachter berichteten von einem farbenfrohen traditionellen Spektakel, nichtsahnend, das es eine rituelle Kriegserklärung an die weißen Unterdrücker war. Während der Veranstaltung wurde Prince Claas der Titel King of the Coromantees verliehen. Durch Verrat anderer Sklaven wurde die Verschwörung aufgedeckt. Prince Claas und vier seiner Gefolgsleute wurden gefangen genommen und gerädert. Sechs weitere Sklaven wurden in Ketten aufgehängt und verhungerten. 58 Sklaven wurden auf dem Scheiterhaufen verbrannt.

### 1760 – Tacky’s War
Im Jahr 1760 konnte eine Gruppe von Sklaven, angeführt von dem Fante Tacky, in den Hafen von Port Maria in Jamaika eindringen. Hier erbeuteten sie Musketen, Schießpulver und Kugeln. Am Morgen darauf hatten sich ihm hunderte von Sklaven angeschlossen. Sie zogen ins Landesinnere, brandschatzten und zerstörten eine Plantage nach der anderen. Sie töteten dabei die meisten Plantagenbesitzer und viele hellhäutige Einwohner. Zudem eroberten sie auch mehrere Munitionslager in und um Port Maria. Nach über einem Monat wurde die Revolte durch zwei englische Kompanien unterdrückt. Der Anführer Tacky wurde im Kampf von hinten erschossen. Später wurden ungefähr 300 Sklaven hingerichtet. Viele der Aufständischen konnten jedoch in die Berge fliehen und schlossen sich dort den Maroons an. Dieser Aufstand gilt als der größte Sklavenaufstand von Jamaika und nach der Haitianischen Revolution als zweitgrößter der gesamten Karibik.

### 1763 – Sklavenaufstand von Berbice

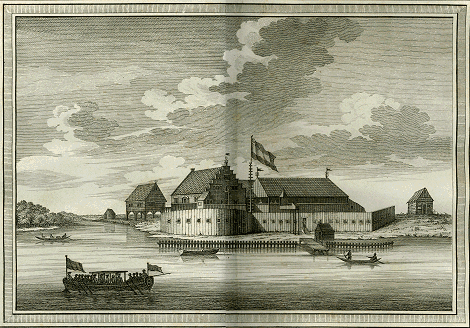
Fort Nassau im Jahr 1770

Der Sklavenaufstand von Berbice im damaligen Niederländisch-Guayana begann am 23. Februar 1763 und konnte erst in der zweiten Hälfte des Jahres 1764 unterdrückt werden. Zu Beginn des Aufstands zählte die Kolonie rund 350 Weiße (einschließlich Frauen und Kinder) und knapp 4000 afrikanische Sklaven. Im Februar 1763 wurden die ersten Plantagen unter der Führung des Coromantee Cuffy, der zuvor in Lelienburg als Haussklave arbeitete, überfallen. Dabei konnten die Rebellen Waffen und Munition erbeuten. Die weißen Siedler suchten zunächst Schutz im Fort Nassau, welches jedoch wegen seines schlechten Zustandes schnell aufgegeben wurde. Die Überlebenden flüchteten in den Militärposten St. Andries. Von dort erhielten sie schließlich Hilfe vom niederländischen Gouverneur van Hogenheim. Obwohl die Rebellen in der Überzahl waren, konnten sie sich nicht auf eine einheitliche Linie gegenüber den niederländischen Kolonialherren einigen. Während Cuffy für eine Aufteilung des Landes (Weiße an der Küste, Schwarze im Landesinneren) eintrat, verfolgte sein Stellvertreter Akara eine aggressive Taktik. Nach einer Niederlage der Sklaven in einer Schlacht gegen die kommt es zu internen Kämpfen in der Sklavenarmee. Cuffy unterlag seinem bisherigen Stellvertreter Akara und beging Selbstmord. Ende Dezember 1763 trafen sechs Militärschiffe aus Europa ein, die die Kolonie zurückeroberten. Bei den Kämpfen fanden ungefähr 40 Weiße und rund 1800 Afrikaner den Tod.
Der Aufstand war vor allem durch Streit unter den Sklaven gescheitert. Jedoch war es der erste ernsthafte Versuch einer größeren Gruppe afrikanischer Sklaven, in der Neuen Welt ein freies Land für befreite Sklaven zu schaffen.

### 1765 – Verschwörung
Im Jahr 1765 planten zwei Führer der Coromantee mit den Namen Blackwell und Quamin oder auch Kwame einen Aufstand zur Unterwerfung und Aufteilung der Insel Jamaika. Sie wollten sich mit dem Volk der Maroons verbünden die die Wälder als Verwaltungsgebiet erhalten sollten. Die Coromantee selber sollten sich um die Bewirtschaftung der Nutzflächen kümmern. Blackwell und Quamin drangen in einen Fort in der Nähe von Port Maria ein. Sie lockten Soldaten in einen Hinterhalt und töteten diese anschließend. Auch mehrere weiße Bürger fielen ihnen zum Opfer. Anschließend wurden sie von den Maroons, die dem Vertrag zur Aufteilung nicht zustimmten, an die britischen Behörden verraten.

### 1816 – Bussa Rebellion
Die Bussa Rebellion fand 1816 auf Barbados statt. Barbados war zu dieser Zeit ein zentraler Markt für Sklaven von der Goldküste, dem heutigen Ghana. Von dort aus wurden Sklaven importiert und in die verschiedenen britischen Kolonien dispergiert. Zum größten Teil nach Jamaika und Guyana. Die Einfuhr von Sklaven aus der Goldküste fand vom 17. bis zum 19. Jahrhundert statt. Am 14. April 1816 begann eine Revolte, die von einem Sklaven mit dem Namen Bussa geführt wurde. Ungefähr 400 ehemalige Sklaven führten den Aufstand durch. Dieser scheitere jedoch aufgrund der überlegenen Feuerkraft der Weißen. Bussa wurde in der Schlacht getötet.
Diese Revolte löste eine Diskussion aus, die schließlich, im Jahr 1833, die britischen Kolonialherren veranlasste den Act. 1833 zu erlassen, der die Abschaffung der Sklaverei beinhaltete.

### 1822 – Vesey Komplott
Im Jahr 1822 wurden viele Sklaven aus der Karibik in die Vereinigten Staaten deportiert. Darunter befand sich ein Coromantee namens Denmark Vesey oder auch Telemaque. Dieser plante eine Revolution die am 14. Juli stattfinden sollte, dem Datum des französischen Nationalfeiertags. Er plante zusammen mit seinen Mitverschwörern, die Sklavenbesitzer zu erschlagen und, um den Vergeltungsmaßnahmen zu entkommen wollten, sie hinterher nach Haiti segeln. Der Plan wurde unter Sklaven in ganz Charleston und entlang der Küste von Carolina bekannt. Vor dessen Ausführung wurden die Aufständischen jedoch von zwei Sklaven verraten, die mit den Vorstellungen von Vesey nicht einverstanden waren. Die Behörden verhafteten daraufhin 131 Aufständische. Davon wurden 67 verurteilt. 31 ehemalige Sklaven wurden gehängt, darunter Denmark Vesey.

### 1823 – Demerara Rebellion

Karte der Demerara-Essequibo Kolonie im Jahr 1823

Die Demerara Rebellion in Guyana war einer der größten Sklavenaufstände in den britischen Kolonien, bevor die Sklaverei im Jahr 1833 abgeschafft wurde. Geleitet und geplant wurde der Aufstand von einem dort lebenden Coromantee-Sklaven mit dem Namen Quamina (Kwamina) Gladstone und seinem Sohn Jack Gladstone. Quamina führte mehrere Zehntausend Sklaven, in und um George Town, in eine Revolution, mit dem Plan, friedlich gegen Misshandlungen und schlechte Bedingungen zu rebellieren. Diese führte jedoch in eine große Schlacht bei Bachelor’s Adventure, östlich von George Town. Gladstone, sein Sohn und einige andere Sklaven konnten in die Wälder fliehen. Für ihre Ergreifung und der von ungefähr 20 anderen Sklaven wurde eine Belohnung von 1000 Gulden ausgesetzt. Jack Gladstone und seine Frau wurden am 6. September nach einer Pattsituation, die drei Stunden andauerte, von Kapitän McTurk bei Chateau Margo gefangen genommen. Quamina blieb vorerst unentdeckt, bis er am 16. September ebenfalls im Gebiet von Chateau Margo aufgespürt wurde. Beide wurden hingerichtet und ihre Körper wurden zur Abschreckung in einer belebten Straße an eine Wand geheftet.